# Giuseppe Saccà
Giuseppe Saccà, noto anche con lo pseudonimo di Giuseppe Soleri (Roma, 10 maggio 1982), è un produttore cinematografico ed ex attore italiano.
Ha raggiunto la popolarità interpretando il personaggio di Gargiulo nella serie televisiva L'ispettore Coliandro.

## Biografia
Giuseppe Saccà, figlio di Agostino Saccà, dopo aver studiato nel laboratorio teatrale "P. Baldini" debutta come attore nel 2003 con le fiction televisive Un caso di coscienza e Salvo D'Acquisto, a cui, l'anno successivo, fanno seguito La omicidi, diretta da Riccardo Milani, e Le cinque giornate di Milano di Carlo Lizzani. Nel 2005 produce la sua prima pellicola cinematografica Piano 17 in cui è anche attore.
Dal 2006 diventa particolarmente conosciuto grazie al ruolo dell'agente Gargiulo nella serie televisiva L'ispettore Coliandro, ruolo che manterrà ininterrottamente fino alla settima stagione della serie (2018).
Ha anche recitato nella serie televisiva Carabinieri 7 (2008), nel film Altromondo (2008) e nella miniserie Mal'aria (2009).
Nel 2010 interpreta il personaggio principale, Alessio Rinaldi, nel film horror Ubaldo Terzani Horror Show. Nel film interpreta un giovane regista di 25 anni che riceve l'incarico di scrivere la sceneggiatura del suo primo film insieme ad Ubaldo Terzani (Paolo Sassanelli), scrittore di romanzi horror. Nel 2011 è sul piccolo schermo con la miniserie in sei puntate Il commissario Nardone, in cui è l'antagonista del commissario Mario Nardone, interpretato da Sergio Assisi, in contemporanea con La vita che corre sempre di Fabrizio Costa dove interpreta Giacomo. Nello stesso anno fonda Pepito Produzioni insieme al padre.
Nel 2019 insieme alla sua compagna Francesca Mezzano fonda la start up culturale Sarteria per la valorizzazione e la promozione del patrimonio artistico, storico, ambientale, letterario e culturale. Nello stesso anno produce Favolacce, che nel 2020 vince l'Orso d’Argento per la Migliore Sceneggiatura alla 70ª edizione del Festival del Cinema di Berlino.

## Filmografia

### Produttore
- Piano 17, regia dei Manetti Bros. (2005)
- Paura, regia dei Manetti Bros. (2012)
- Purché finisca bene – serie TV (2014-in corso)
- Sei mai stata sulla Luna?, regia di Paolo Genovese (2015)
- Dove non ho mai abitato, regia di Paolo Franchi (2017)
- La tenerezza, regia di Gianni Amelio (2017)
- La terra dell'abbastanza, regia di Damiano e Fabio D'Innocenzo (2018)
- Favolacce, regia di Damiano e Fabio D'Innocenzo (2020)

### Attore
- Salvo D'Acquisto, regia di Alberto Sironi – miniserie TV (2003)
- La omicidi, regia di Riccardo Milani – serie TV (2004)
- Le cinque giornate di Milano, regia di Carlo Lizzani – miniserie TV (2004)
- Piano 17, regia dei Manetti Bros.(2005)
- La maledizione dei Templari, regia di Josée Dayan – miniserie TV (2005)
- L'ispettore Coliandro, regia dei Manetti Bros. – serie TV (2006-2018)
- La lance de la destinée, regia di Dennis Berry (2007)
- Carabinieri 7, regia di Raffaele Mertes e Alessandro Cane – serie TV (2008)
- Mal'aria, regia di Paolo Bianchini – miniserie TV (2009)
- Moana, regia di Alfredo Peyretti – miniserie TV (2009)
- Ubaldo Terzani Horror Show, regia di Gabriele Albanesi (2010)
- La vita che corre, regia di Fabrizio Costa – miniserie TV (2012)
- Il commissario Nardone, regia di Fabrizio Costa – serie TV (2012)

## Candidature e premi

### David di Donatello
- 2019 – Candidatura come Miglior Produttore per La terra dell'abbastanza (2018)
- 2020 – Candidatura come Miglior Produttore per Favolacce (2019)

### Nastro d'Argento
- 2018 – Candidatura come miglior produttore per La terra dell'abbastanza (2018)
- 2018 – Candidatura come miglior produttore per Dove non ho mai abitato (2017)
- 2020 – Miglior produttore per Favolacce (2020)
- 2020 – Miglior produttore per Hammamet (2020)

### Ischia Global Film & Music Festiva
- 2020 – Miglior produttore per Favolacce (2020)
- 2020 – Miglior produttore per Hammamet (2020)